# Бони на Лоари
Бони на Лоари (фр. Bonny-sur-Loire) насеље је и општина у централној Француској у региону Центар (регион), у департману Лоаре која припада префектури Монтаржи.
По подацима из 2004. године у општини је живело 2 005 становника, а густина насељености је износила 77.4 становника/km². Општина се простире на површини од 25,80 km². Налази се на средњој надморској висини од 149 метара (максималној 189 m, а минималној 130 m).

## Демографија
| 1962. | 1968. | 1975. | 1982. | 1990. | 2011. |
| ----- | ----- | ----- | ----- | ----- | ----- |
| 1.605 | 1.701 | 1.778 | 1.830 | 1.921 | 2.026 |

График промене броја становника у току последњих година